# Atyrau
Atyrau (kasakhisk: Атырау, Atıraw, اتىراۋ, russisk: Атырау russisk udtale: [ɐtɨˈraʊ]), indtil 1991 kendt som Guryev (russisk: Гурьев russisk udtale: [ˈɡurʲjɪf]), er en by i Kazakhstan, og oblasthovedstad for Atyrau oblast. Den ligger ved Uralflodens udmunding i det Kaspiske Hav, 2.000 km vest for Almaty og 310 km øst for den russiske by Astrakhan.
Byen er kendt for sin olie- og fiskeindustri. Byen har 295.496(2021)indbyggere, hvoraf 90% er etniske  kasakhere, mens resten hovedsageligt er russere og andre etniske grupper såsom tatarer og ukrainere.

## Historie
Fortet ved Uralflodens udmunding blev bygget af tømmer 1645 og kaldt Nizhny Yaitzky gorodok. Fortet blev opført af den russiske handelsmand Gury Nazarov, som voksede op i Yaroslavl, og som havde specialiseret sig i handel med Khiva og Bukhara. Fortet blev plyndret af Yaik kosakker, og Guriev familien genopbyggede derfor fortet i sten (1647–62). Aleksej Mikhajlovitj af Rusland udstationerede en garnision af streltere, som skulle beskytte fortet mod angreb fra kosakkerne. Det lykkedes imidlertid for den kossakiske oprører Stenka Razin at indtage byen i 1667 og 1668. Fortet mistede efterhånden sin strategiske betydning og det blev revet ned i 1810. I perioden 1708 til 1992 hed byen Guriev. Det nuværende navn kommer fra Atıraw betyder 'floddelta' på kasakhisk.

## Geografi
Atyrau er (sammen med Aktau) Kazakhstans største havnebyer ved det Kaspiske Hav, Atyrau ligger ved Uralflodens floddelta. Atyrau ligger 20 meter under havets overflade. Byen er delt af Uralfloden og ligger derfor både i Europa og i Asien.
Byen er center for den olierige Kaspiske sænkning. Der er derfor boret mange oliebrønde i Tengiz Oliefeltet og Kashagan Oliefeltet. Der er bygget en olieledning fra Atyrau til Samara, hvor den er forbundet med det russiske olieledningsnet. En separat olieledning forbinder Tengiz Oliefeltet med Novorossijsk, der er havneby ved Sortehavet.

### Olieindustri
Det tredjestørste olieraffinaderi i Kazakhstan ligger i Atyrau. Atyrau raffinaderiet drives af KazMunayGas og det har en kapacitet på 16,600 m³/dag (2012). Raffinaderiet er under udbygning og vil i fremtiden kunne behandle en årlig mængde på 5,5 million tons råolie. Udbygningen betyder at 85% af råolien kan behandles på raffinaderiet.
Atyrau ligger nær ved  Tengiz Oliefeltet, som delvist drives af Chevron. De fleste familier med tilknytning til Chevron bor i landsbyen Dostyk, som har rekreative områder samt en international skole. Atyrau har også udlændinge, som arbejder for Agip, ExxonMobil, Royal Dutch Shell og ConocoPhillips.

## Sport
Byen er hjemsted for basketballholdet BC Barsy Atyrau, som vandt de nationale mesterskaber 2011 og 2016. Holdet deltager i den internationale FIBA Asia Champions Cup. Holdet spiller sine hjemmekampe på stadionet Sports and Recreation complex Atyrau.

## Uddannelse
QSI International School of Atyrau er en international skole for børn af udlændinge.

### Venskabsbyer
Atyrau er Venskabsby med:
- Aktau, Kazakhstan
- Oral, Kazakhstan
- Aktobe, Kazakhstan
- Astrakhan, Rusland
- Syktyvkar, Rusland
- Ashdod, Israel

## Eksterne Referencer
- City administration website